# Илия Делия
Илия Делия или капитан Илия е български революционер от Македония.

## Биография
Илия Делия е роден в демирхисарското село Мало Илино, тогава в Османската империя. Доброволец е в Сръбско-турската война от 1876 г. Присъединява се към Българското опълчение и участва в боевете при Шипка. През 1880 година се включва в Демирхисарския заговор, като ръководи собствена чета в Илинската планина. След потушаването на бунта продължава да действа за кратко със Стефо Петров. Коста Църнушанов го описва така: 
| „ | ... беше по-едър, с буйна брада, рошава коса, широко скулесто лице. | “ |

Вследствие на предателство е заловен заедно с един свой четник от турските власти и е изпратен на заточение в Мала Азия. В затвора попадат и Христо Комитов от Плаке и Христо Попов от Сливово, като негови съмишленици и укриватели.